# Isomyia oestracea
Isomyia oestracea är en tvåvingeart som först beskrevs av Seguy 1934.  Isomyia oestracea ingår i släktet Isomyia och familjen Rhiniidae. Inga underarter finns listade i Catalogue of Life.